# Auberge Ravoux
L'Auberge Ravoux è un'ex caffetteria ed enoteca situata in 52 rue du Général-de-Gaulle, nel villaggio di Auvers-sur-Oise (Val-d'Oise), a nord-ovest di Parigi, in Francia. Qui morì il pittore olandese Vincent van Gogh, dopo avervi trascorso gli ultimi 70 giorni della sua vita. L'esercizio si chiamava allora "Café de la Mairie".

## Storia
L'Auberge Ravoux, nome commerciale del locale dal 1993, è conosciuto localmente come "Casa di Van Gogh", perché il pittore olandese Vincent van Gogh vi morì e vi trascorse gli ultimi 70 giorni della sua vita come inquilino della camera numero 5, per tre franchi e mezzo al giorno. Durante il suo soggiorno ad Auvers-sur-Oise, Van Gogh creò oltre 80 dipinti e 64 disegni, prima di spararsi al petto il 27 luglio 1890 e morire due giorni dopo, il 29 luglio 1890. Per superstizione, la "stanza del suicidio" di 7mx2, non è mai stata più affittata.
Dopo cinque anni di lavori, la locanda, restaurata, è stata riaperta al pubblico il 17 settembre 1993.
Oggi è un luogo della memoria, un ristorante e un'attrazione turistica; così, la stanza in cui visse e morì van Gogh è aperta al pubblico. È vuota, ad eccezione di una sedia e di una vetrina destinata ad accogliere un quadro.
La camera da letto di Van Gogh e la scala sono classificate come monumenti storici, mentre le facciate e i tetti dell'edificio sono soggetti a registrazione per ordine del 28 dicembre 1984.
Durante la permanenza di Van Gogh nella struttura, una stanza sul retro è stata messa a disposizione degli artisti in visita. Van Gogh era solito ritoccare e conservare lì le sue tele, oltre a conservare lì la sua attrezzatura. Questa stanza è stata demolita durante i lavori di restauro dal 1988 al 1993.

## Galleria d'immagini

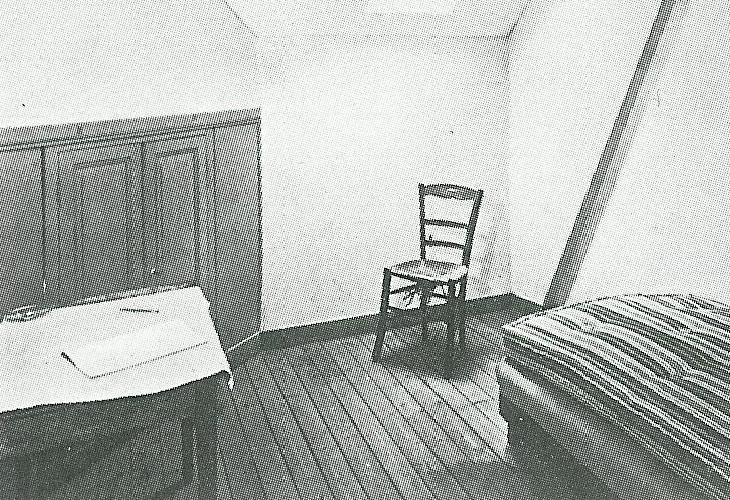
Vecchia foto della stanza di van Gogh.
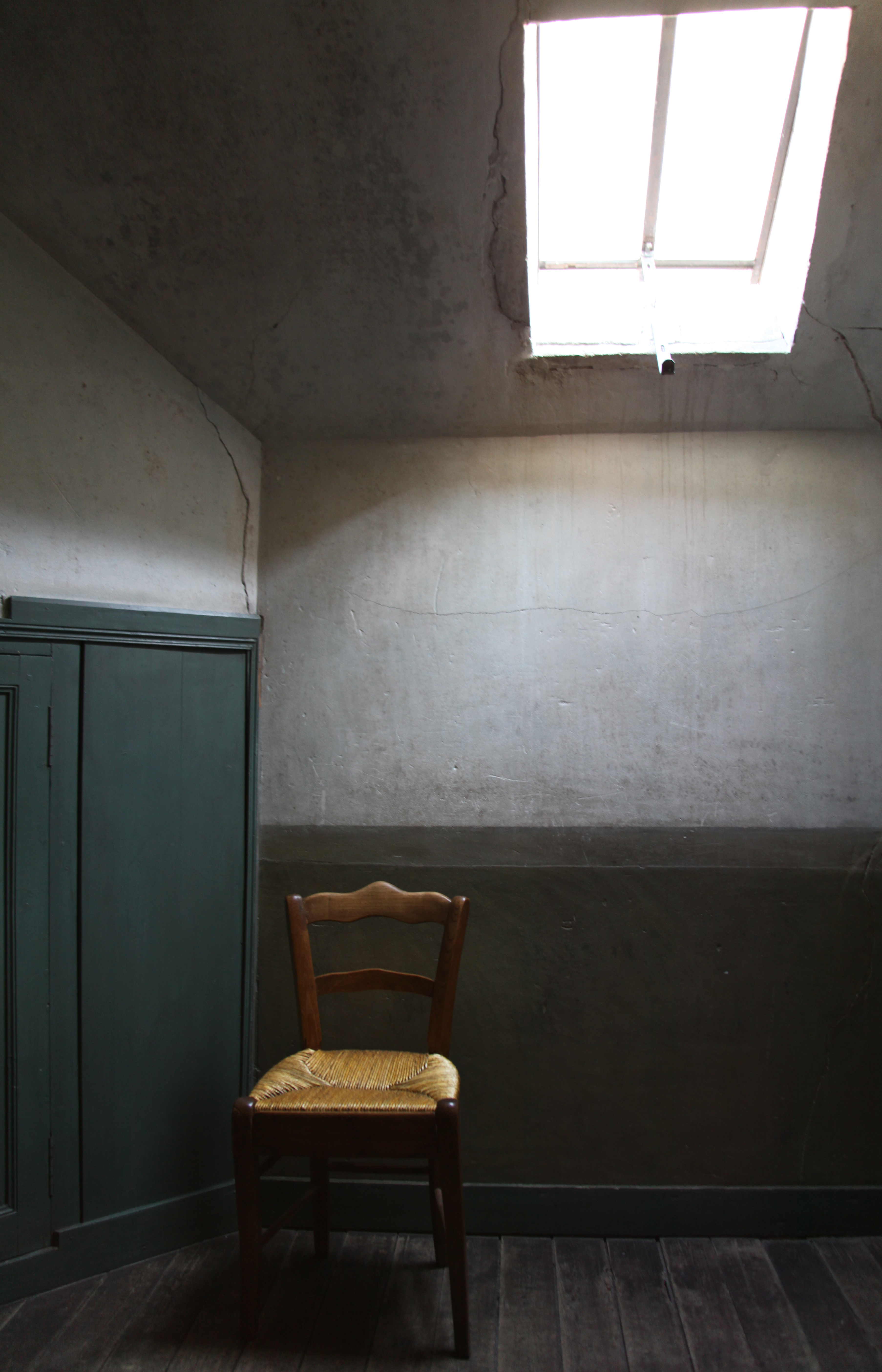
Stessa camera nel 2011.
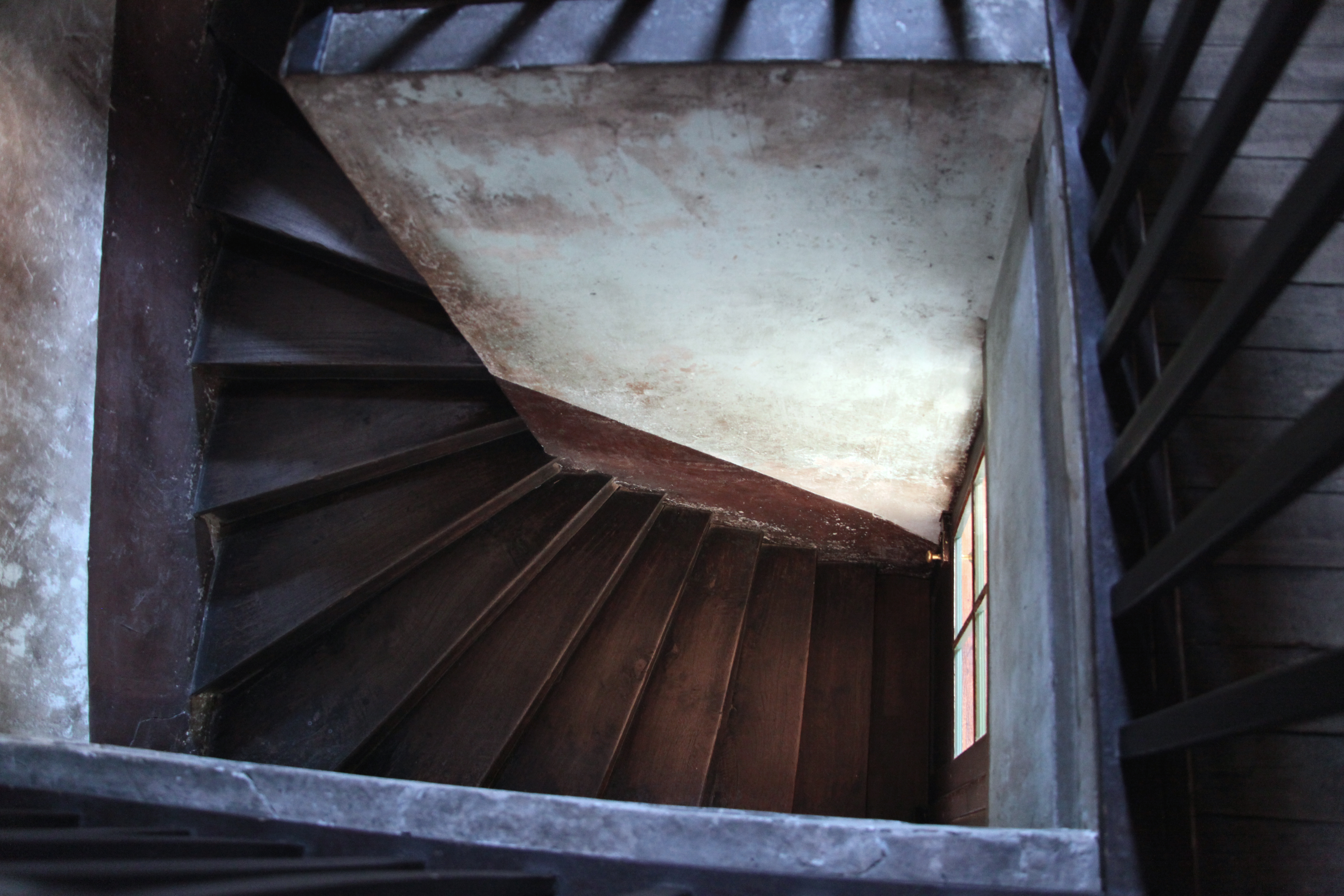
Scala dell'albergo.
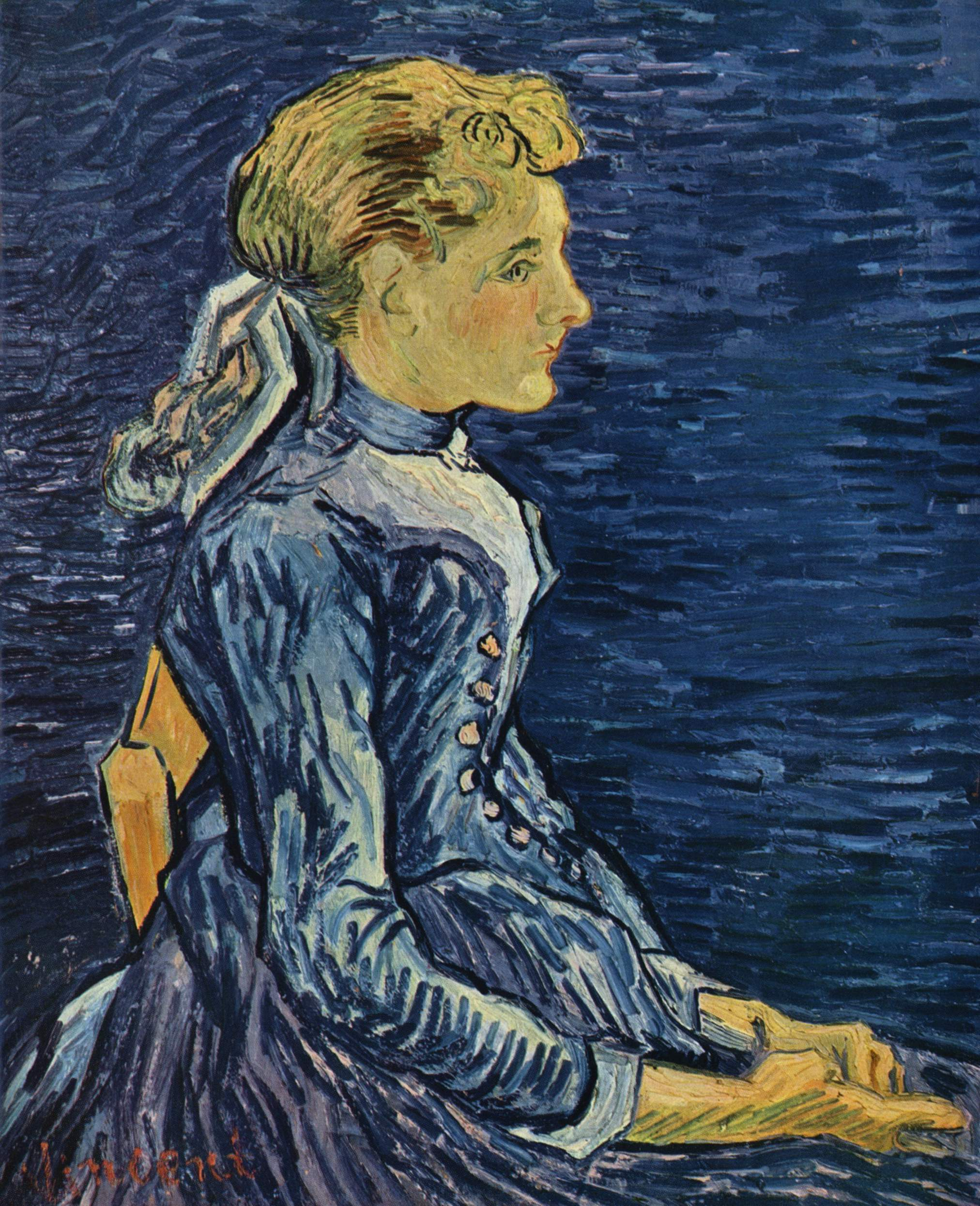
Vincent van Gogh, Ritratto di Adeline Ravoux (1890), collezione privata.